# メイボド
メイボド（ペルシア語: ميبد）とは、イランの都市で、ヤズド州メイボド郡の郡中心市に定められている。2012年の調査では人口69,771人。

## 歴史
メイボドの歴史はイランのイスラーム化前にさかのぼり、サーサーン朝時代に町は発展した。15世紀のヤズドの歴史家アフマド・ブン・フサイン・カテブは、ヤズデギルド2世の治世にMebodārという名の司令官がメイボドの基礎を作ったという定説とホスロー1世の兄弟といわれるŠāh Mobedが町を建設し、ナーリーン城にはソロモン王が従える悪魔が王の財宝を隠したという伝説を紹介している。カワード1世の治世にメイボドの居住区が拡張され、ゾロアスター教の寺院が建立された。
10世紀までにメイボドは発展し、地理学者の著書でもしばしば言及されるようになる。14世紀にヤズド地方を統治したムザッファル家、およびムザッファル朝の下でメイボドは発展し、城門、ハーンカー（スーフィーの修道場）、公衆浴場（ハンマーム）が建設された。
1950年代からメイボドの人口は増加し続け、それに伴ってインフラストラクチャー、教育機関が整備されている。

## 産業
メイボドはペルシア絨毯の産地であり、綿を使ったズィール織りの絨毯はメイボドとカーシャーンでしか生産されていない。メイボドはズィール織りの国際的な産地として世界工芸評議会に登録されている。

## 建築
メイボドは歴史の古い都市であり、イランの世界遺産の暫定リストには「メイボドの歴史都市」が登録されている。旧市街は交差する二本の大通りによって4つの地区に分けられており、交差点には金曜モスク、マドラサ、ハンマーム、隊商宿（キャラヴァンサライ）、バザールなどの施設が集中している。
丘陵地にはナーリーン城と呼ばれる城砦が建ち、ここから町を一望できる。ナーリーン城はイランのイスラーム化前の時代に建てられた州の重要な建築物の一つであり、イラン国家遺産に登録されている。城の上層部は後代に再建されたもので、イスラーム時代に属すると考えられている。建物の一部はモハンマド・レザー・パフラヴィーの治世に行われた道路工事の際に破壊された。